# 좋은 배우
"좋은 배우"(A Great Actor)는 한국에서 제작된 신연식 감독의 2005년 영화이다. 이현호 등이 주연으로 출연하였고 신연식 등이 제작에 참여하였다.

## 출연

### 주연
- 이현호
- 김민희
- 신우진
- 마창훈
- 허연정
- 이정한

## 기타
- 조명: 최용진
- 음향: 김택훈